# Papier

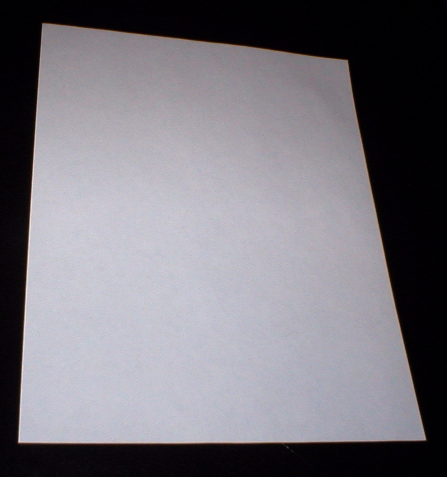
Een vel wit papier

Papier is een materiaal waarop kan worden geschreven en getekend en geknutseld en dat kan worden bedrukt door middel van een druktechniek. Het is doorgaans wit gemaakt door een bleekproces van de grondstoffen. Het kan worden gemaakt van plantenvezels onder andere afkomstig van hout, katoen, vlas,  of door hergebruik van uit plantenvezels bestaande materialen zoals oude kleding of oud papier. Het woord papier komt van de Cyperus papyrus, een cypergrassoort die in Egypte langs de Nijl groeit.
Voor het opslaan, doorgeven en bekijken van teksten en afbeeldingen wordt anno 2022 minder vaak papier gebruikt, door de opkomst van digitale technieken.

## Geschiedenis

### Voorgeschiedenis
Voordat de mensheid het schrift ontwikkeld had, beschilderden mensen de wanden van grotten. Later schreven ze op andere materialen, waarvan alleen duurzaam (in de zin van zeer lang meegaand) materiaal overgebleven is: kleitabletten, gedroogde boombast, botten, schelpen en op het schild van een schildpad. Voor korte notities werden vaak potscherven gebruikt. De Romeinen schreven met een kraspen of stilus op wastafeltjes om notities te maken. Dit waren houten bordjes met bijenwas bedekt. Als ze de notitie niet meer nodig hadden werd de waslaag gladgestreken en was weer klaar voor hergebruik.

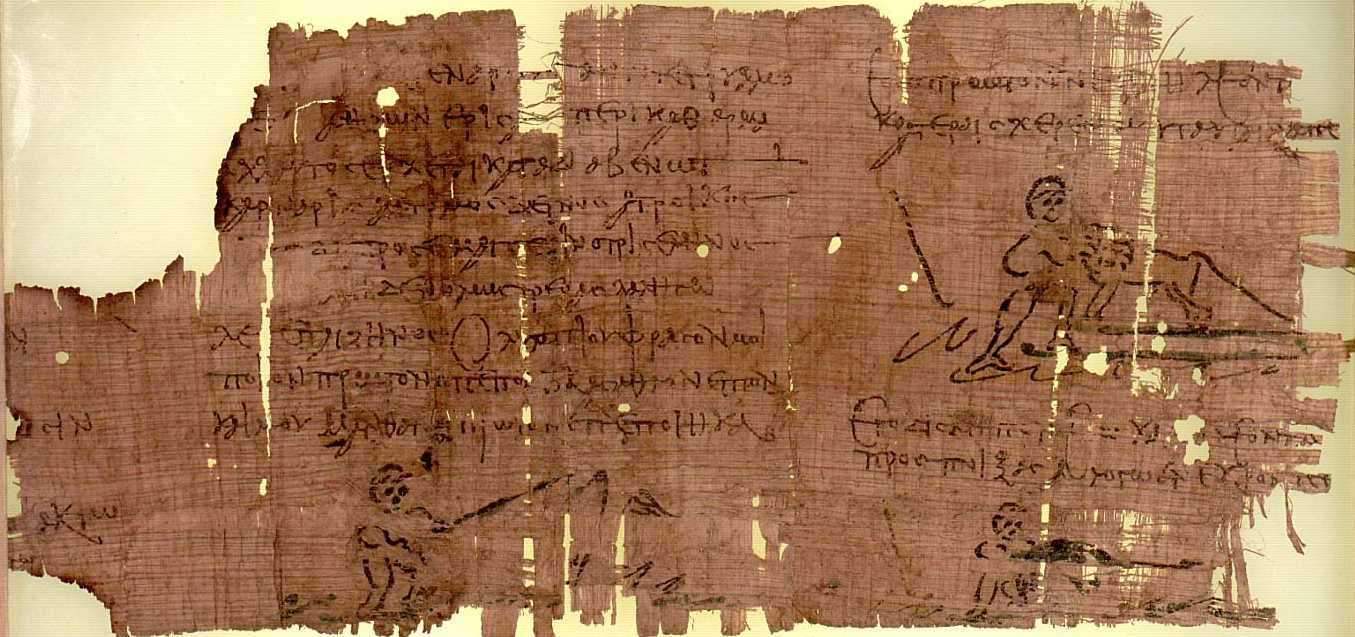
Stuk van een manuscript op papyrus

In de Egyptische oudheid gebruikte men papyrus: men sloeg de stengels van riet dat langs de Nijl groeide plat, waardoor er rafels (vezels) ontstonden waar men vervolgens matjes van vlocht; na het drogen werd dit gladgeschuurd en kon men hier op schrijven. In het droge woestijnzand van Egypte zijn nog veel beschreven papyrusrollen (boekrollen van papyrus) bewaard gebleven, in tegenstelling tot in het vochtigere Europa waar vrijwel alle papyrusrollen vergaan zijn in de loop der tijden.
Later, toen de aanvoer van het steeds duurdere papyrus uit Egypte niet meer voldoende was voor de behoefte aan schrijfmateriaal, schreven de mensen in Europa op het stevigere perkament. Dat werd gemaakt van dierenhuiden. Op dat perkament werd geschreven met een rietpen of bijgesneden ganzenveer. Heel veel perkament is nu nog te zien in musea omdat het, mits goed behandeld, erg lang meegaat. Boeken gemaakt van perkament zijn vaak eeuwen oud en daarom erg kostbaar.
De wesp was de eerste papierfabrikant. De wesp bouwt haar nest van een soort karton. Vezels van planten mengt ze met haar speeksel tot een brij. De brij droogt en wordt hard.

### Ontstaan in China
Het produceren van papier is uitgevonden in China, dat een lange traditie van cellulosehoudende schriftdragers had, zoals bamboe, zijde en hout. Het werd met het kompas, buskruit en de drukkunst tot de vier grote uitvindingen gerekend. Hoewel de officiële geschiedschrijving Hou Han Shu de uitvinding van papier toeschrijft aan Cai Lun in 105 n.Chr., hebben grafvondsten in de 20e eeuw aangetoond dat men in China vóór onze jaartelling al een soort van papier gebruikte. Uit recente archeologische vondsten in het noordwesten van China is gebleken dat het papier vrijwel zeker al bestond in de Han-dynastie (vanaf 206 v.Chr.). Het papiermaken is er geleidelijk ontstaan. Waarschijnlijk heeft Cai Lun de techniek alleen geperfectioneerd of gecommercialiseerd. De Chinezen gebruikten diverse plantenvezels, zoals rijst, stro, hennep, bamboe, rotan en zeewier, maar vooral moerbeibast.

### Overname door de Arabieren
Eeuwenlang bewaarden de Chinezen hun geheim. De twee kernelementen – de waterige pulp met cellulosevezels en de schermmal – werden in het midden van de 8e eeuw in het Centraal-Aziatische Samarkand doorgegeven aan de Arabieren. Een geschiedschrijving verbindt dit aan de Slag om Talas in 751, waar Chinese papiermakers krijgsgevangen zouden zijn gemaakt, maar het kan ook gebeurd zijn door langdurig contact op de Zijderoute. Het expanderende Arabische Rijk, waar de geletterdheid buitengewoon hoog was, kreeg toen nood aan de technologie. Onder kalief Harun al-Rashid deed Al-Fadl al-Yahya de bureaucratie overstappen van perkament op papier. Dit materiaal verdrong al snel het minder stevige papyrus en het steviger, maar veel duurdere perkament. Een Arabische innovatie was het gebruik van lompen uit linnen, hennep en ook wel katoen, als grondstof.

### Diffusie naar Europa
In de middeleeuwen raakte dit prachtige papier rond 950 ook in christelijk Europa bekend. Kooplieden namen het in hun schepen mee naar Spanje en Italië. Deze kooplui gingen aanvankelijk steeds terug naar Arabië om opnieuw voorraden papier te kopen. Vermoedelijk hebben ook kruisvaarders de kunst van het papiermaken afgekeken bij papiermolens rond Damascus. Ze noemden deze waar charta Damascena. Ook Egypte had een grote papierindustrie. Vanaf de 11e eeuw introduceerden de Moren het papiermaken in Spanje. Fez had toen al honderden papiermolens. De eerste gedocumenteerde Spaanse molen was in 1056 in Xàtiva. In de 13e eeuw werd Italië een productiecentrum van papier, met fabrikanten die het begonnen te watermerken. Een eerste vermelding is er voor 1235 in Genua, maar de befaamde productiecentra bevonden zich in Camerino-Pioraco en Fabriano. De kunst van het papiermaken verspreidde zich gestaag over de rest van Europa. In 1348 was er een molen bij Troyes en in 1390 een in Neurenberg.

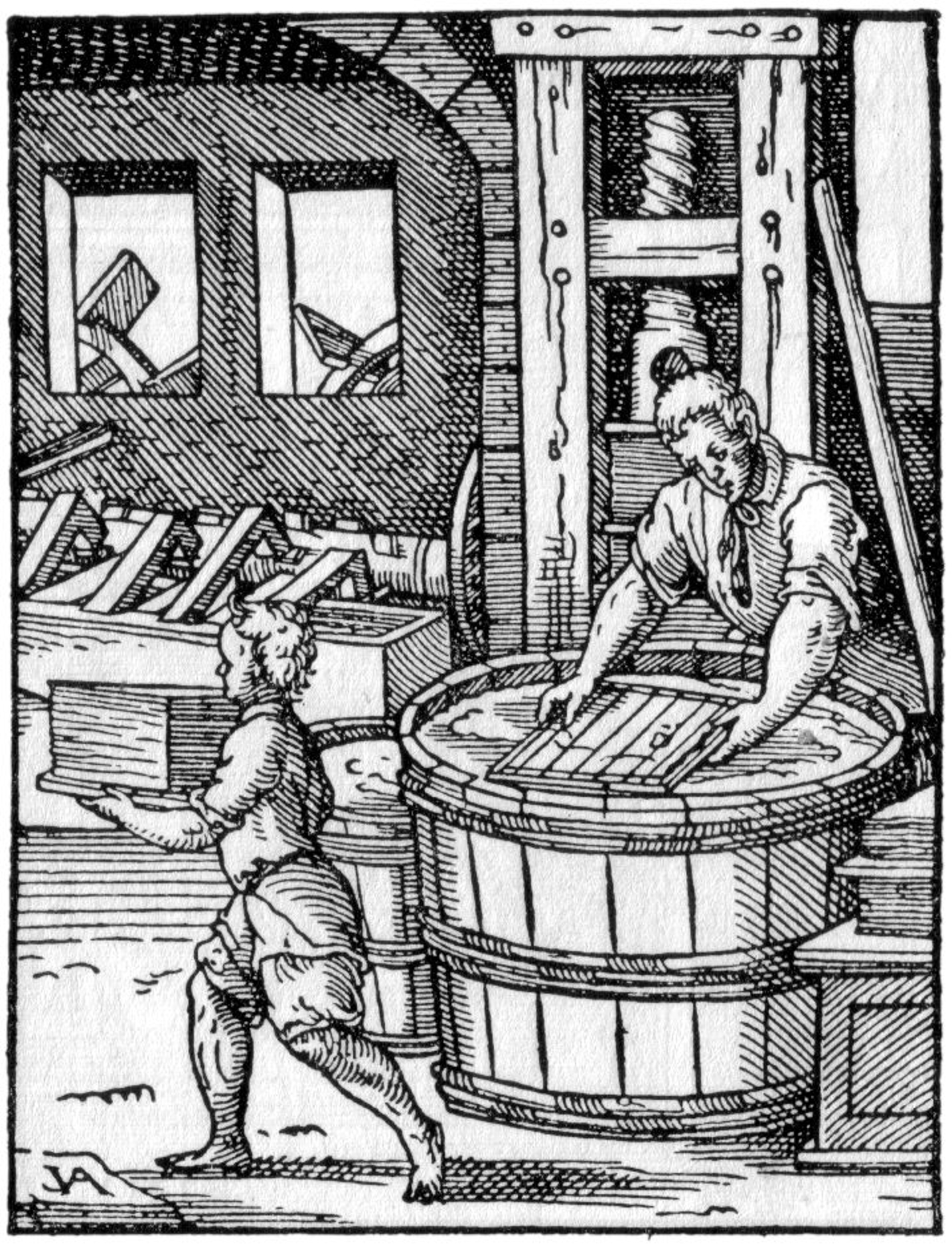
Illustratie van een papiermaker bezig met papierscheppen uit een ton met papierbrij - uit Jost Ammans Ständebuch, 1568

De eerste vermelding van een papiermolen in de Nederlanden was in 1405 in Hoei. In de noordelijke Nederlanden werd de eerste papiermolen in de buurt van Dordrecht gebouwd na de val van Antwerpen in 1585. Op de Veluwe, waar veel snelstromende beken en sprengen voor de watermolens waren voor de papierfabricage, kwam deze industrie op in de 17e eeuw. Er ontstond een nieuw beroep, dat van de voddenman. Hij kocht in de dorpen en steden lompen op, om ze door te verkopen aan de papiermolens. Bij de toename van de productie en het belang van de drukpersen ontstond een zodanige schaarste aan lompen, dat die door verschillende staten als strategische grondstof werden beschouwd en daarom niet mochten worden uitgevoerd.
In de papiermolen werden de lompen gesorteerd. Heel vroeger gebruikten men alleen witte stoffen. Dan maakte men de lompen nat en liet ze rotten. Daarna werden ze in smalle stroken gesneden en in een kuip met water gedaan. Urenlang stampten grote houthamers, aangedreven door waterkracht, de lompen tot kleine vezeltjes die zich vermengden met het water. Dan was de papierpap klaar.
In 1680 vond men een machine uit die het maken van papierpap versnelde. Omdat het een Hollandse uitvinding was werd de machine een "Hollander" genoemd. In essentie was het een houten trommel bezet met messen op de trommel en messen op de wand waar de trommel doorheen draait. Door de ronddraaiende beweging worden de vezels verkort en/of gefibrilleerd ("een soort opruwen van de vezelwand") afhankelijk van de stand van de messen tot elkaar. Hoe fijner de brij hoe gladder het resulterende papier.
Een vel papier werd geschept. De papiermaker (de schepper) dompelde zijn schepvorm, een houten raamwerk met een bodem van fijn gaas bestaande uit textiel of koperdraad, onder in de kuip met brij. Als hij hem eruit haalde, moest hij hem eerst heel goed schudden zodat de brij over de vorm verdeeld werd. Daarna gaf hij de schepvorm aan de man (de koetser) die het laagje papier "afkoetste" op een laag vilt. Door ieder vel op een laag vilt af te koetsen ontstond er een stapel die daarna zwaar geperst werd. De rest van het water stroomde weg. Tot slot werden de vellen aan droogstokken opgehangen om te drogen.
Na het drogen was het papier nog niet geschikt om bedrukt of beschreven te worden. Het moest eerst belijmd worden. Daartoe werden de vellen in een lijmbad gedompeld en opnieuw gedroogd. Daarna werden de vellen opnieuw geperst en op maat gesneden. Hierna was het papier gereed voor gebruik.
De lijm was beenderlijm die in koperen ketels werd gekookt, daarna door een doek gezeefd, vervolgens verdund met water en een oplossing van aluin. Soms werd er een beetje zwavelzuur aan toegevoegd.
Vanaf ongeveer 1800 kwam de colofonium- of hars-aluinlijm in zwang. Deze werd direct aan het pulpmengsel toegevoegd.
In het openluchtmuseum van Arnhem bevindt zich een papiermolen waar dit geschepte papier nog wordt vervaardigd. Ook gebeurt het nog op de Westzaanse papiermolen De Schoolmeester.

## Cellulose

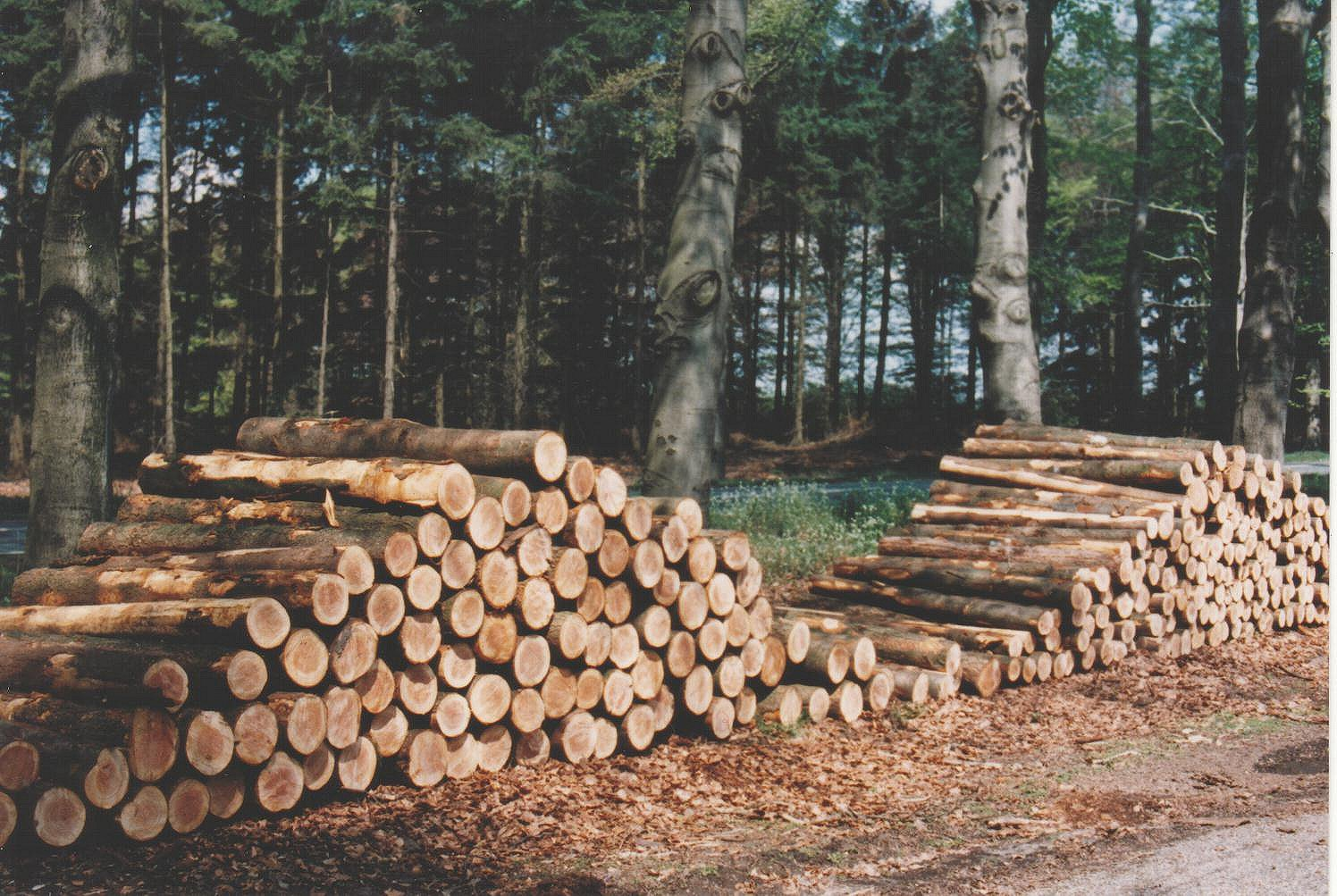
gezaagd naaldhout voor de papierindustrie

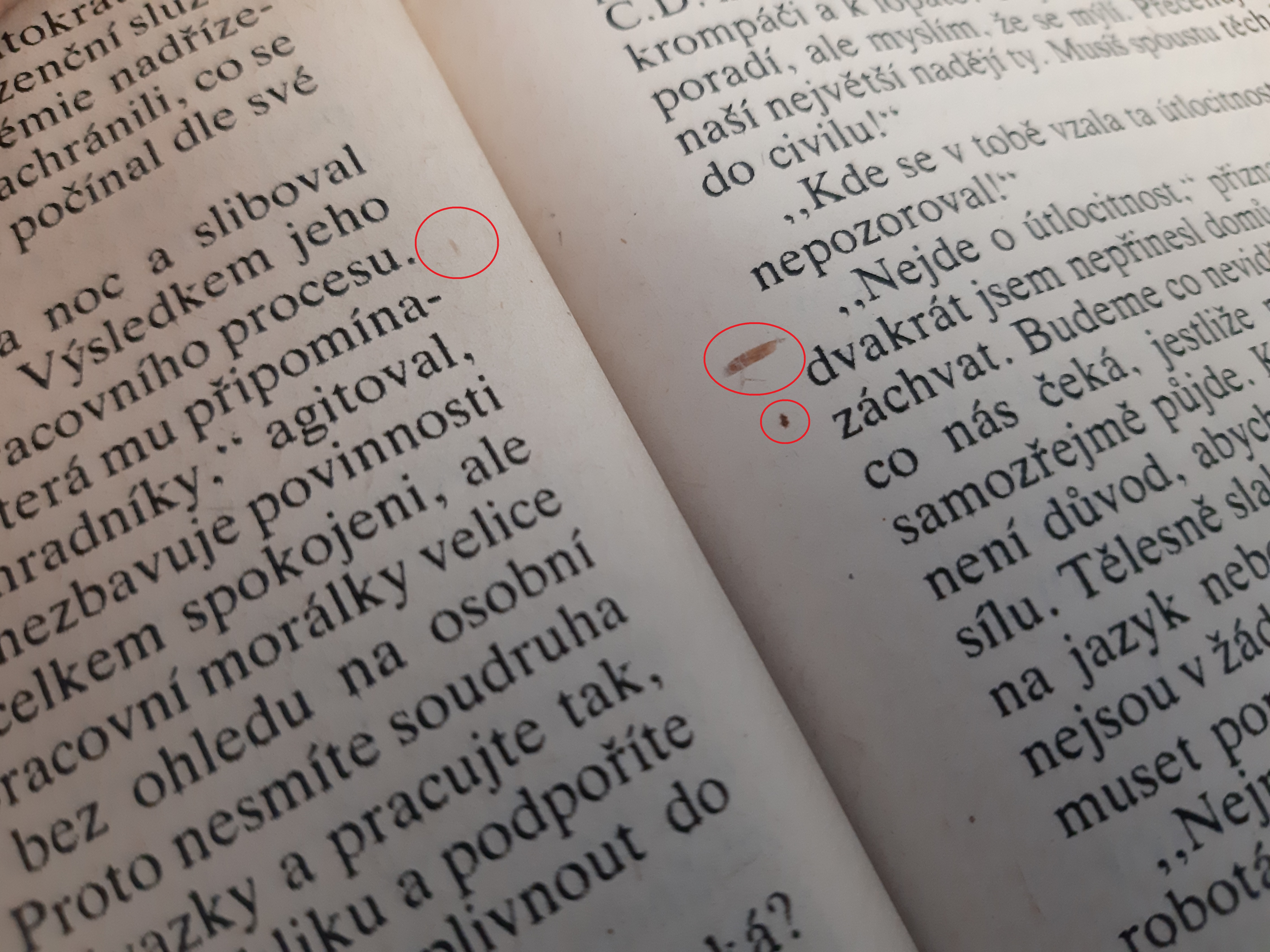
Papier van mindere kwaliteit, in 1991 gebruikt om een boek te drukken, met zichtbare stukjes hout

In de eerste helft van de 19e eeuw ontstond er een schaarste aan lompen. Daarom zocht men naar nieuwe grondstoffen en er werd geëxperimenteerd met espartogras en met stro. Omstreeks 1840 werd door Friedrich Keller ontdekt dat men houtcellulose als papiergrondstof kon aanwenden. Verzuring was een kenmerkend verschijnsel van dit soort papier. Diverse procedés werden vervolgens ontwikkeld om de vezels van elkaar los te maken (chemische ontsluiting) en de lignine te verwijderen (houtvrij papier). Achtereenvolgens kende men het sulfietprocedé, het sodaprocedé, en het Kraft- of sulfaatprocedé.
Sinds de 19e eeuw wordt veel papier van hout gemaakt, maar het grootste gedeelte van het papier (ongeveer 70%) wordt tegenwoordig van hergebruikt en ingezameld afvalpapier gemaakt. Hout dat in Europa wordt gebruikt voor de productie van papier en karton is zowel afkomstig van naaldhout als van loofhout. Het overgrote deel komt uit productiebossen en plantages in Scandinavië, Zuidwest-Europa en Noord-Amerika. Die bossen worden min of meer duurzaam beheerd. De papierindustrie gebruikt vooral dunningshout - kleine bomen en snoeihout als takken en kleine stammen - en zagerijresten. De dikkere delen van de stammen en de grotere bomen worden gebruikt voor de bouw-, meubel- en verpakkingsindustrie.
De bomen kunnen op verschillende manieren worden fijngemalen tot een houtpap en daarna in een grote installatie gekookt. Dan ontstaat er, na toevoeging van enkele chemicaliën om de lignine tussen de celwanden op te lossen, een brij die voornamelijk uit cellulose bestaat. De brij kan worden gebleekt, totdat er witte pulp (celstof) overblijft. Deze celstof kan direct worden gebruikt indien de papiermachine geïntegreerd is met de celstoffabriek. Anders worden er balen van geperst die later in de papierfabriek weer worden opgelost om papierbrij te maken voor verdere verwerking.
Er zijn maar weinig papieren die alleen uit vezels bestaan. Aan papier worden papierhulpstoffen toegevoegd, bijvoorbeeld tot 25% vulstoffen om onder andere de beschrijfbaarheid te verbeteren. De meest gebruikte vulstoffen zijn krijt (calciumcarbonaat) en chinaklei (kaolien). Om de vulstof aan de vezels te doen hechten dient een toegevoegd retentiemiddel. Om papieren minder doorzichtig te maken kan titaandioxide worden toegevoegd aan het papier. Dikwijls wordt nog een opwitter aan het papier toegevoegd zodat het witter wordt. Ten slotte krijgt het papier nog een oppervlaktebehandeling, doorgaans met een zetmeeloplossing of een coating voornamelijk bestaande uit pigmenten en bindmiddel.
Om papier een kleur te geven worden pigmenten toegevoegd. De meest gebruikte pigmenten zitten in de vulstoffen zoals zinkwit en titaandioxide. Pigmenten worden ook gebruikt om de papiervezels een kleur te geven. De pigmenten worden tijdens het papierproductieproces aan de vezelmassa toegevoegd. Organische pigmenten binden eenvoudiger aan de vezels dan anorganische pigmenten. Een bekend voorbeeld zijn de azopigmenten die in het papierproductieproces gebruikt worden om het papier van een uniforme kleur te voorzien. Ze kunnen zich of aan de vezels of aan de oppervlakte van het papier binden.

## Kringlooppapier

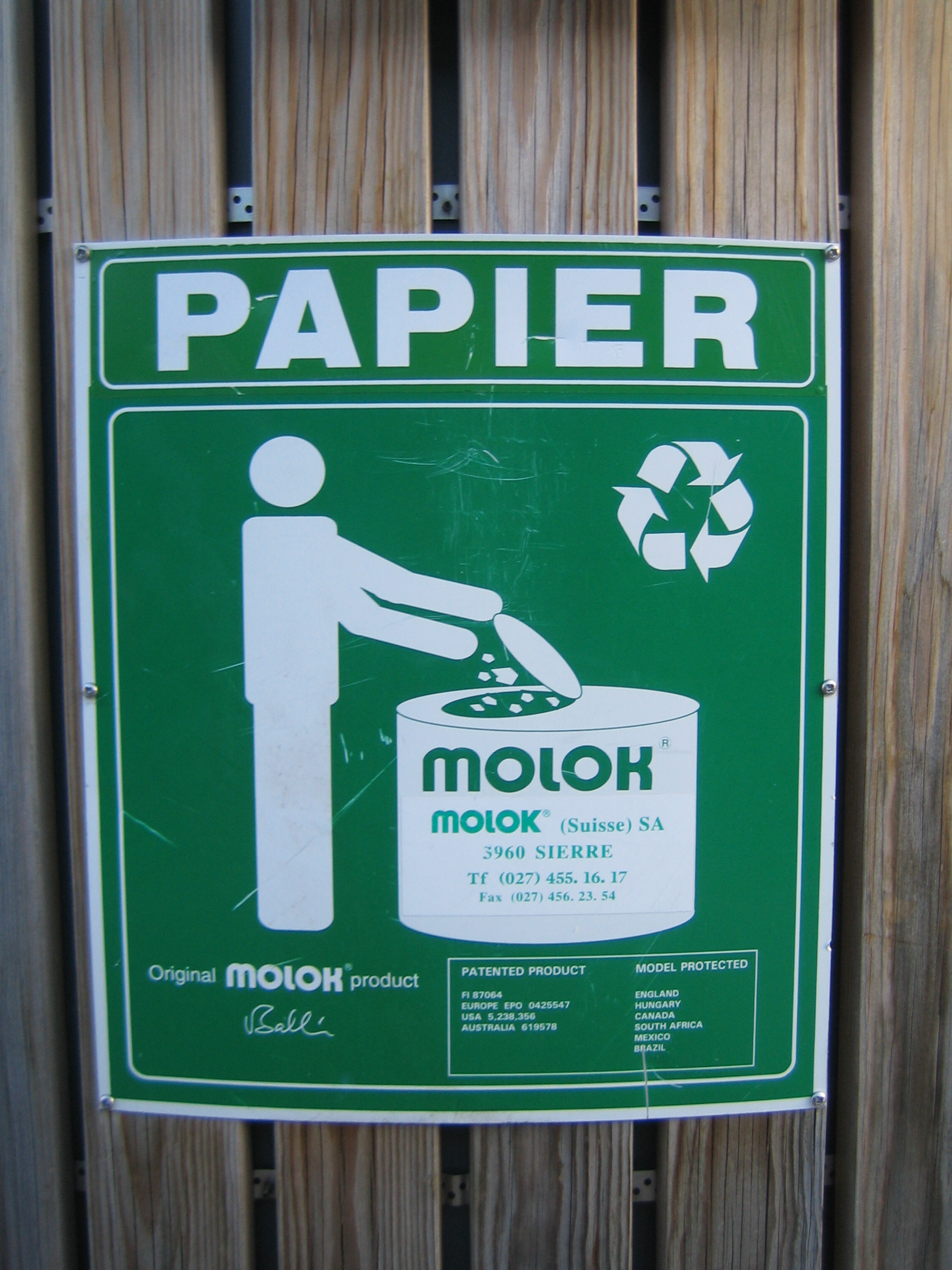
Een afvalbak voor papier dat hierna gerecycled wordt

Bij kringlooppapier wordt gebruikt papier (oud papier) met water vermengd en van zijn vervuilingen en inkt ontdaan en tot nieuw papier of karton verwerkt. De productie van kringlooppapier heeft een lagere milieubelasting dan de productie van 'nieuw' papier. De milieubelasting van kringlooppapier wordt bepaald met behulp van het ABCD-systeem.
- A: Slechte en beschadigde goederen in de papierfabriek worden opnieuw gebruikt. Meestal als grondstof in de betreffende papierfabriek.
- B: Snij- en ander afval van drukkers en papierverwerkers wordt opnieuw gebruikt.
- C: Kantoorpapieren, zoals brochures, boeken en computerlistings, worden opnieuw gebruikt.
- D: Ongesorteerde consumentenpapieren, zoals kranten, telefoongidsen en tijdschriften, worden opnieuw gebruikt.

Met een nummer wordt op een product het percentage aangegeven dat standaard bij de productie uit iedere categorie wordt gebruikt. Zo wordt een product met daarop '75B/25C' voor 75% van categorie B-papier gemaakt, en voor een kwart van categorie C-papier.
In Europa wordt meer dan de helft van al het papier opnieuw gebruikt. Het is daarmee het meest gerecyclede materiaal. Het percentage herbruikte papier ligt in Nederland zelfs nog boven het Europees gemiddelde. In Nederland werd in 2005 tegen de 2,5 miljoen ton papier en karton ingeleverd, dat is ongeveer 75% van het totale verbruik van papier en karton in Nederland.

## Papierfabriek
De papiermolens zijn vervangen door papiermachines die meer dan 100 meter lang kunnen zijn. Die maken het papier niet meer vel voor vel, maar in een continuproces wordt een eindeloze papierbaan tot grote rollen opgerold. De machines produceren variërend van enkele tot wel 2000 meter papier per minuut. Dit gebeurt door de, met veel water verdunde, vezels in een continuproces over een eindeloze band van een geweven kunststof zeefdoek te gieten. Aan het einde van de zeefpartij kan geen water meer worden verwijderd met de aldaar gebruikte methode van onderdruk en gaat de nog natte gevormde papierbaan naar de perspartij. In de perspartij wordt het papier uitgeperst tot ongeveer 50% water en 50% vezels. Om het laatste vocht er uit te halen wordt het papier daarna over grote met stoom verhitte cilinders geleid (dit is het langste deel van de papiermachine). Op het eind van de papiermachine kunnen walsenkoppels ervoor zorgen dat de gewenste gladheid wordt bereikt, waarna het eindresultaat op een grote (jumbo)rol opgerold wordt. Vaak wordt dan de rol, die tonnen kan wegen, in een nabewerking in kortere en smallere rollen gesneden en als zodanig afgeleverd aan de eindverbruiker, meestal een drukkerij of kartonnage fabriek, die dan het papier op gewenst formaat snijdt en verder verwerkt. Een andere nabewerking is het strijken van een coating op het papier, waardoor bijvoorbeeld een glanzende oppervlakte wordt verkregen, zoals bij magazine-papier.

## Toepassingen en soorten

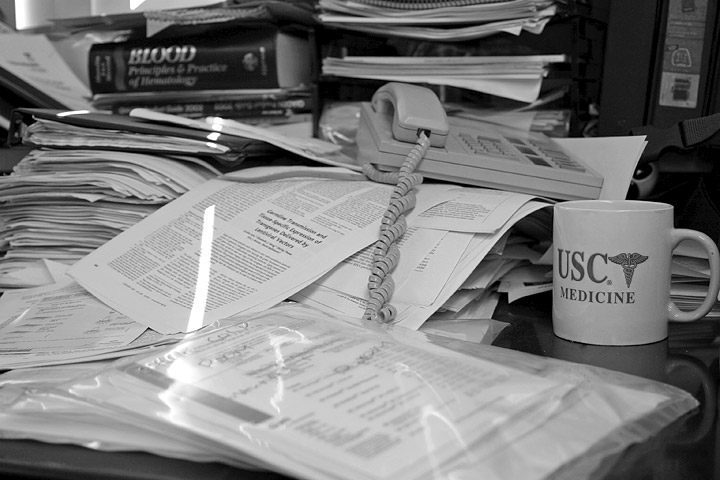
Bureau afgeladen met papieren

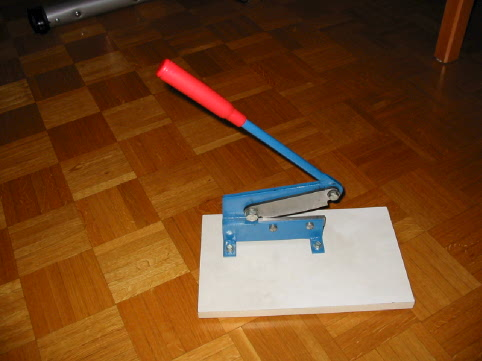
Een papiersnijder

### Grafisch papier
Schrijven of drukken wordt gedaan met: houtvrij papier, gestreken papier, fotopapier, rijstpapier en schrijfpapier, met de toepassingen: boek, tijdschrift, krant, kunst, publicatie en envelop. Ook behangpapier valt hieronder. Steenpapier voor het drukken van onder andere visitekaartjes, flyers en menukaarten.

### Papier voor verpakken
Papier voor verpakken betreft kraftpapier, karton en golfkarton. Toepassingen zijn onder andere: inpakpapier, kaftpapier, papieren tassen en dozen.

### Hygiënisch en sanitair papier
Het gaat hierbij om de volgende papiersoorten en toepassingen: toiletpapier, zakdoekjes, papieren handdoek, tissue en vloeipapier.

### Speciale papieren
Veiligheidspapier met de toepassingen: bankbiljet, wissel, cheque (financieel), voucher en toegangskaarten.
Sigarettenpapier is een heel bijzonder papier, want dit moet smaakloos zijn, goed brandbaar en heel licht.
Daarnaast zijn er nog de volgende speciale papieren: vloeipapier, schuurpapier, filtreerpapier, rijstpapier en lakmoespapier.

### Textiel

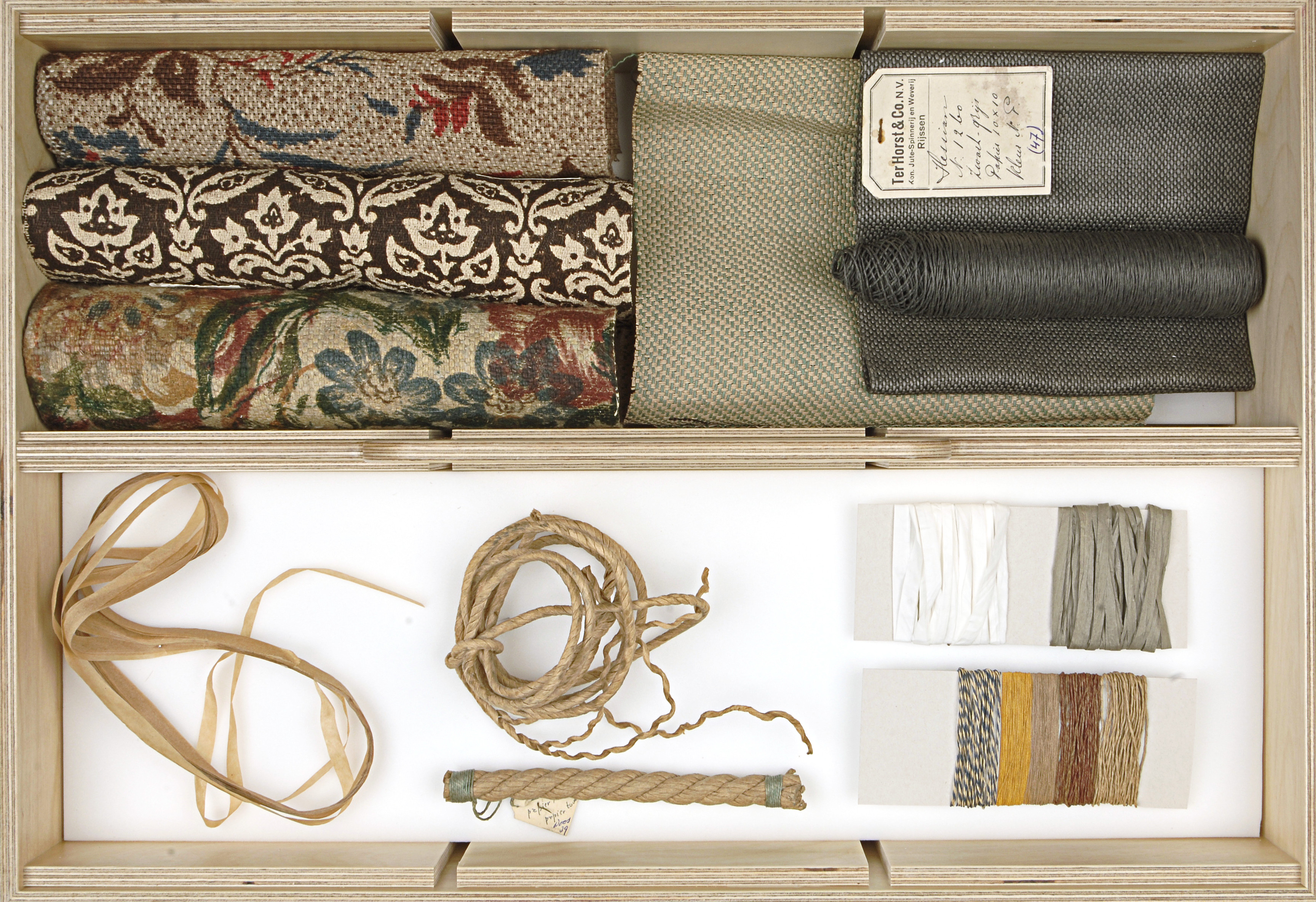
Wandbekleding van vlaspapier, papierweefsel, papiergaren, lamellen kraftpapier, papiertouw, -lint en -garen. Lade textielwarenkast, TextielMuseum Tilburg

Papier kan worden verwerkt tot textiel.

### Papier binnen de beeldende kunst
Binnen de tekenkunst gebruiken tekenaars al sinds eeuwen papier als ondergrond ('drager') voor hun tekeningen. Het gaat hierbij bijvoorbeeld om zwaar, houtvrij en zuurvrij tekenpapier of om een van de vele soorten aquarelpapier. Beeldende kunstenaars uit andere disciplines kunnen diverse papiersoorten gebruiken voor bijvoorbeeld papier-maché, pulp-art, origami en papierarchitectuur. Ook binnen de grafische kunst wordt veelal voor papier als drager van 'de afbeelding' gekozen.
Papier dat bestand is tegen gummen wordt "radeervast" genoemd.

### Digitaal papier
Een elektronisch boek (e-book) bestaat al geruime tijd: een klein apparaat waarin je een volledig boek kan downloaden via internet. Ook wordt er elektronisch papier ontwikkeld dat bestaat uit een (flexibele) displays met "elektronische inkt".

## Trivia
- Een vel papier van gangbaar formaat kan normaal gesproken niet vaker dan 7 keer worden dubbelgevouwen, omdat het dubbelgevouwen papier dan zo dik en tegelijk zo klein wordt, dat dubbelvouwen niet meer lukt. Toch zijn de MythBusters erin geslaagd om een vel papier 11 keer dubbel te vouwen. Dit vel was zo groot als een voetbalveld. Ze gebruikten hiervoor een hangar van de NASA.[8]
- Op een pak papier staat het gewicht vermeld. Standaard printerpapier is 80-grams, dat wil zeggen dat een vel van 1 m² 80 gram weegt. Een vel van A0-formaat is precies één m² en elk volgend nummer is de helft van zijn voorganger. Het gewicht van een A4 is dus dit getal gedeeld door 16. Een 80-grams A4'tje weegt dus 5 gram.
- Machinaal vervaardigd papier heeft een looprichting. Afhankelijk daarvan is het in de ene richting makkelijker te rollen en te vouwen dan in de andere en zal het bij bevochtiging en opdrogen met verschillende percentages rekken en krimpen.
- Tijdens de coronapandemie is het aantal online bestellingen stevig toegenomen, waardoor ook de vraag naar papier en karton voor pakketjes, voedselverpakkingen en wenskaarten sterk is gestegen. Vooral papierpulp, een grondstof voor boeken, verpakkingen en andere papierproducten, was wereldwijd op bepaalde momenten slecht verkrijgbaar.[9]